# ライト・ストリートカー

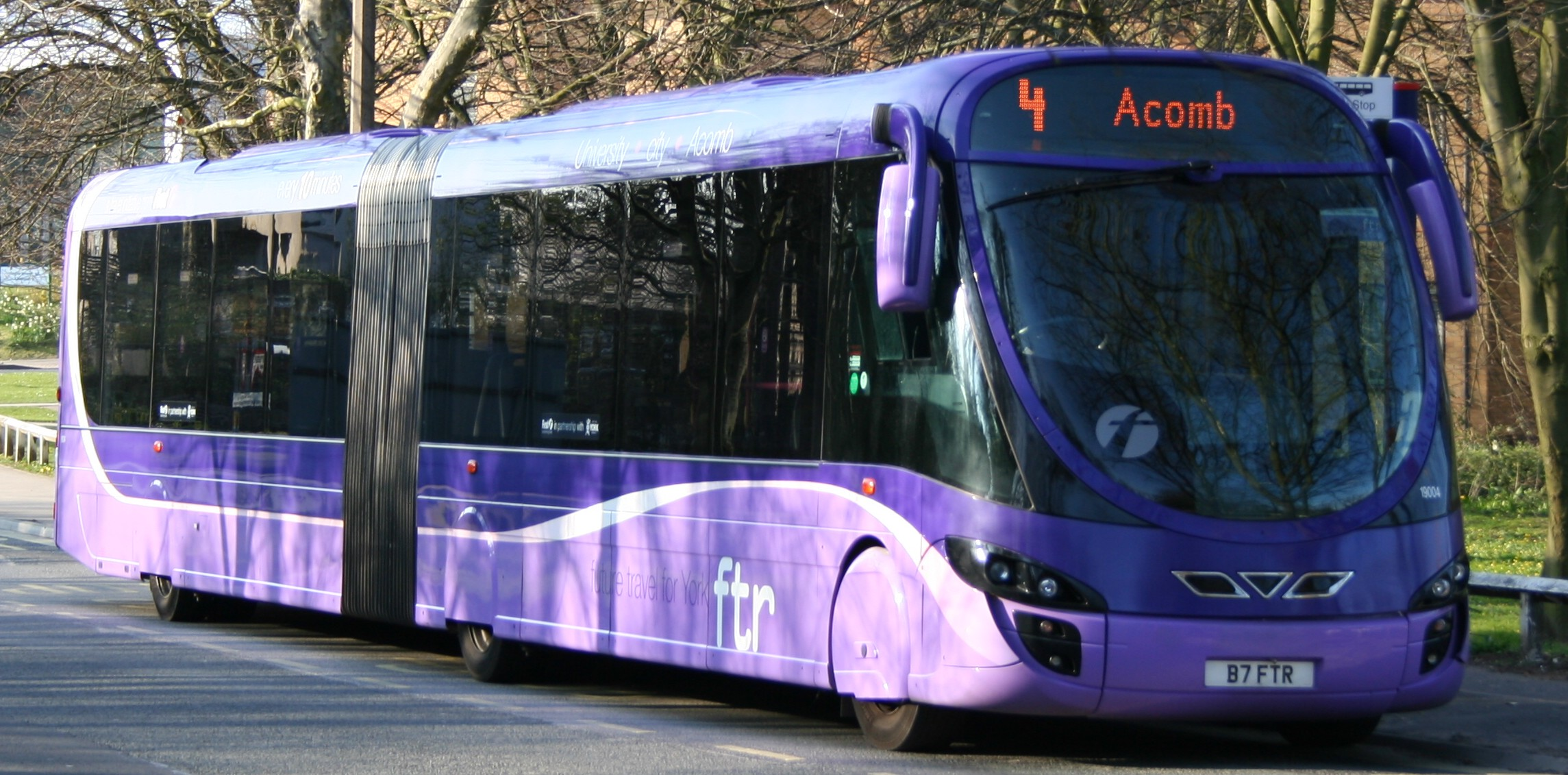
イギリス・ヨークでFTRが運行していたストリートカー（2007年）

ライト・ストリートカー（英: Wright StreetCar）は、ライトバスとボルボがファーストグループのために開発した連接バスである。ボルボB7LAシャシーをベースに製造され、フロントに独立したドライバー・コンパートメントがあるのが特徴である。
後部の座席配置は路面電車を模して設計され、英国のバスシステムであるファーストグループのFTRで使用されている。専用の停車駅があり、密度の高い運転をしている。

## 運用
イギリスとアメリカ合衆国で運用されている。

## ギャラリー

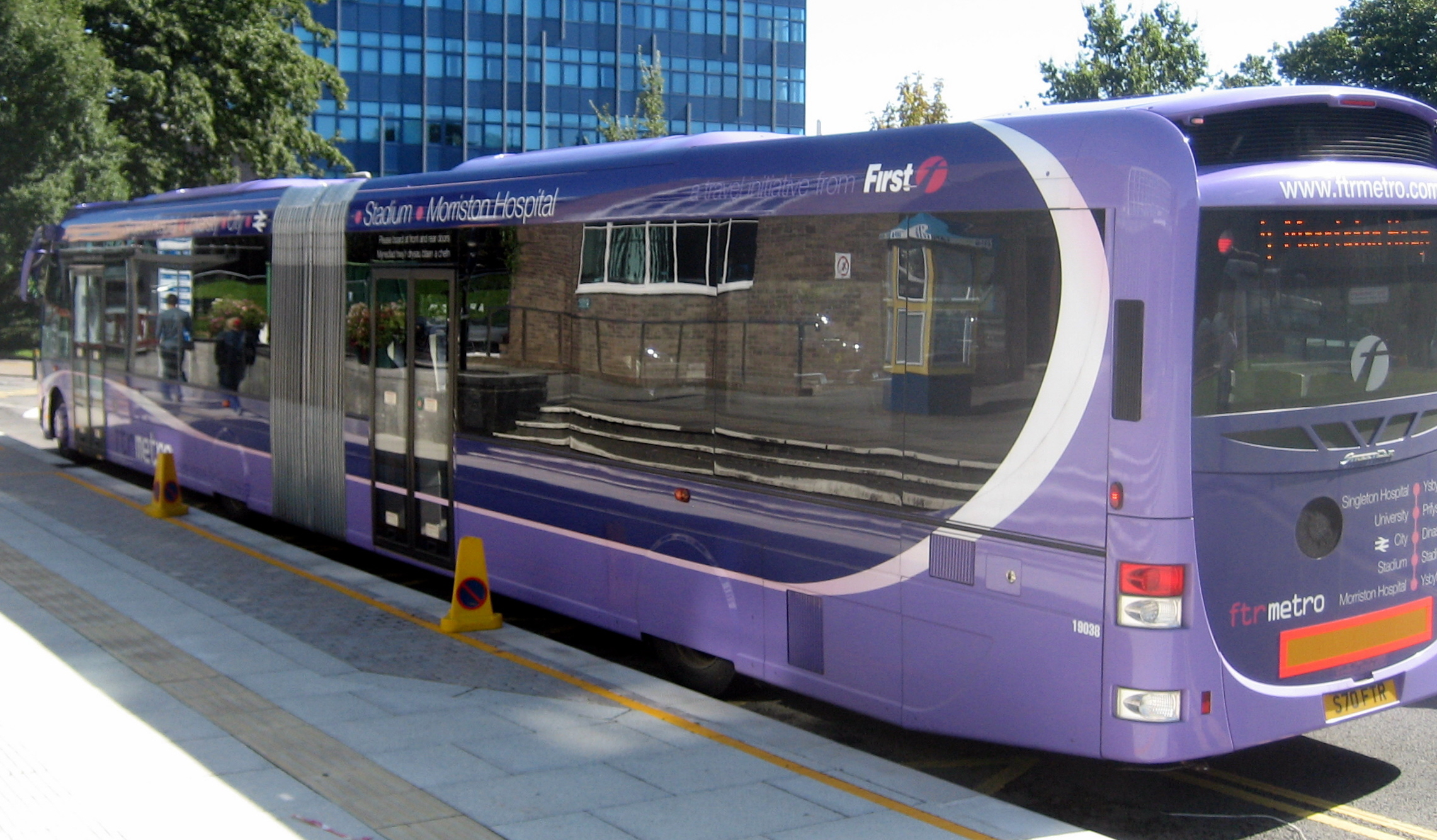
スウォンジー（2009年）
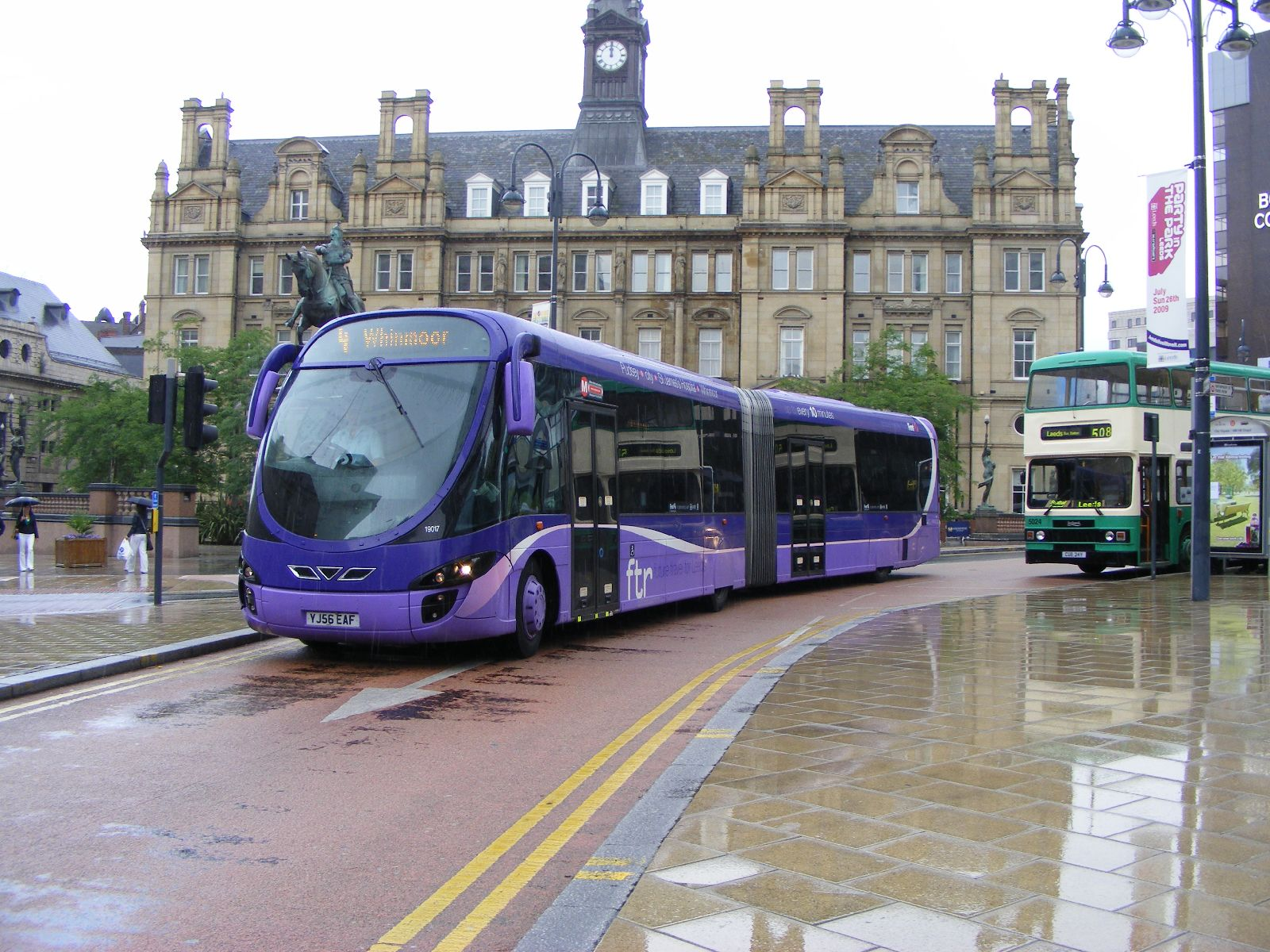
リーズ（2009年）
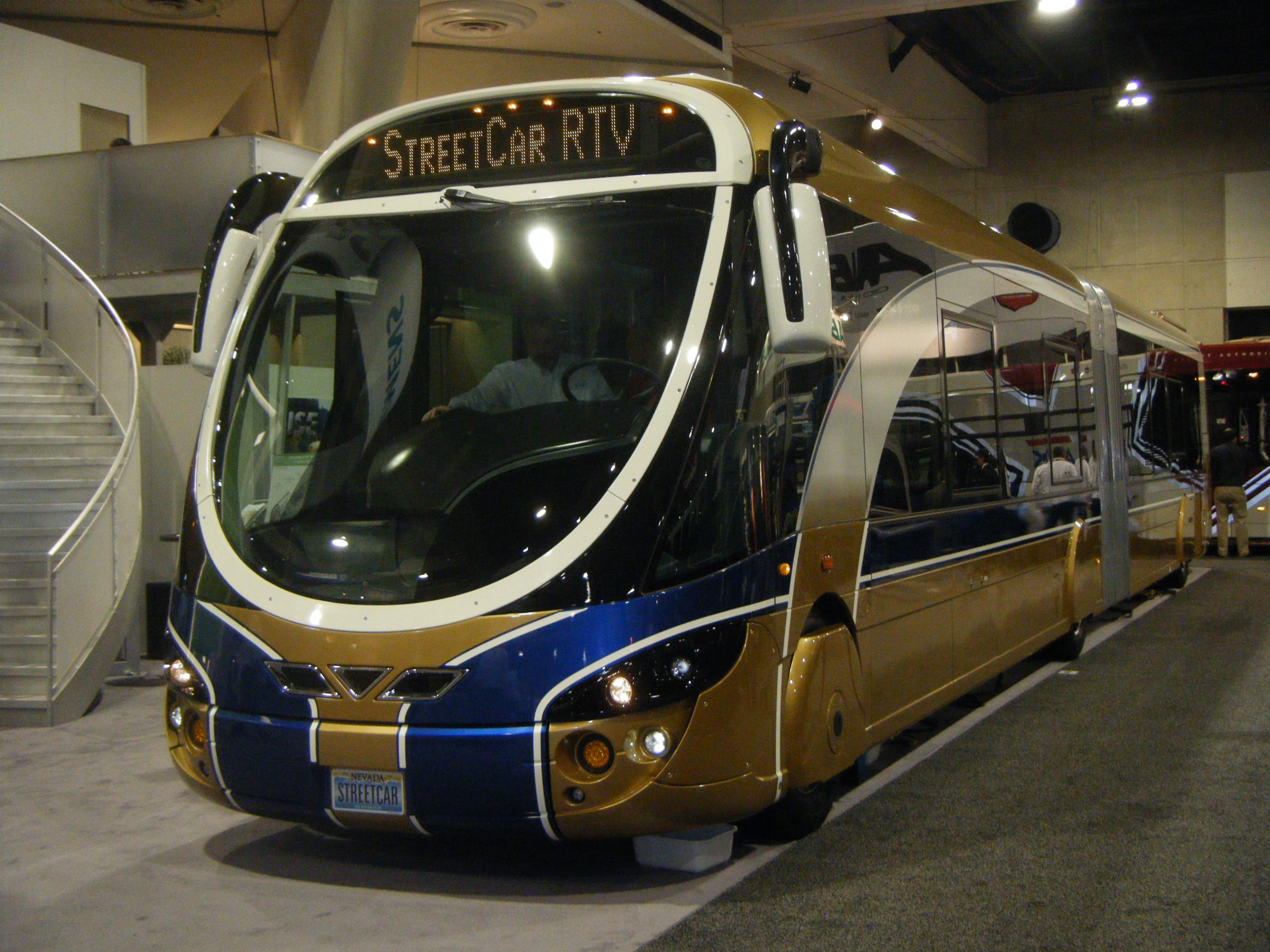
ラスベガス（2008年）